# Miroslaw Antonow
Miroslaw Budinow Antonow (bulgarisch Мирослав Будинов Антонов; * 10. März 1986 in Montana, Bulgarien) ist ein bulgarischer Fußballspieler. Seine Position ist der Sturm.

## Karriere
Antonow begann seine Karriere bei PFK Montana in seiner Heimatstadt. Sein erster Profiverein war PFK Minyor Bobov dol. Nach nur einer Saison wechselte er zurück zu seinem Jugendteam dem PFK Montana, wo er seine erste Saison im Profibereich, da er zuvor nur Einsätze in der Jugendmannschaft hatte. 2008 wechselte er nach Swoge, wo er in 44 Spielen überragende 20 Tore schoss. Im Januar 2010 wechselte er dann zu Lewski Sofia für eine Ablösesumme von 50.000 Euro. Im Sommer 2010 wurde er für ein halbes Jahr an PFK Montana ausgeliehen. Nach seiner Rückkehr wurde er bei Lewski nicht mehr berücksichtigt.
Im Sommer 2011 wechselte Antonow zu Aufsteiger Ludogorez Rasgrad. Beim späteren Meister kam er nicht zum Zuge und wurde in der Winterpause für ein halbes Jahr an Montana ausgeliehen. Dieses Leihgeschäft wurde im Sommer 2012 erneuert. Anfang 2013 schloss er sich Slawia Sofia an, ehe ihn Montana im Sommer 2013 fest verpflichtete. Anfang 2014 wechselte er zu Maccabi Yavne nach Israel, kehrte jedoch schon im Sommer 2014 nach Montana zurück.